# Elzéar Blaze
Elzéar Jean Louis Joseph Blaze (Cavalhon, 18 d'octubre de 1788 - París, 9 d'octubre de 1848), fou un escriptor francès, especialista en obres envers la caça.
Fill d'Henri-Sébastien Blaze i germà del musicògraf Castil-Blaze, Elzéar Blaze es va comprometre voluntàriament als vélites de la Guàrdia Imperial en 1806 i aquest mateix any va ingressar a l'escola militar de Fontainebleau on es va graduar tinent. Va participar en les batalles napoleòniques amb la campanya d'Àustria i el van ferir el 8 de juny de 1809 a la batalla de Wagram. Quan l'abdicació de Napoleó (abril de 1814), restà bloquejat a Hamburg amb les tropes del general Davout. De retorn a França, restà de nou en la Guàrdia Real. Es retirà amb el grau de capità el 1815. Blaze deixà als seus records d'experiència militar d'un oficial del Gran Exèrcit. La vida militar sota el Primer Imperi, publicat per primera vegada el 1837 per Hachette que s'han reeditat moltes vegades des de llavors i traduïts.

## Blaze, escriptor
Figura com un dels fundadors i col·laboradors més assidus del Journal des Chasseurs, i publicà: La vie militaire sous l'Empire, ou Moeurs de garnison, de bivouac et de caserne (1837), en la que recopila els seus records personals i refereix els esdeveniments en els que assistí; Le chasseur au chien d'arrêt (1837), Le chasseur au chien courant (1838), Le chasseur au filet ou la chasse des dames (1839), Le chasseur conteur ou les chroniques de la chasse (1840). Histoire du chien chez tous les peuples du monde (1842), i Causeries des gourmets et des chasseurs (1841). També va escriure un drama en tres actes, escrita en col·laboració amb Jacques-Arsène François Polycarpe Ancelot representat al Théâtre Beaumarchais el 1842.
El 1839 va dirigir i revisar una nova edició del Livre du roy Modus et de la royne Racio.